# Pheidole moerens
Pheidole moerens är en myrart som beskrevs av Wheeler 1908. Pheidole moerens ingår i släktet Pheidole och familjen myror.

## Underarter
Arten delas in i följande underarter:
- P. m. creola
- P. m. moerens

## Bildgalleri

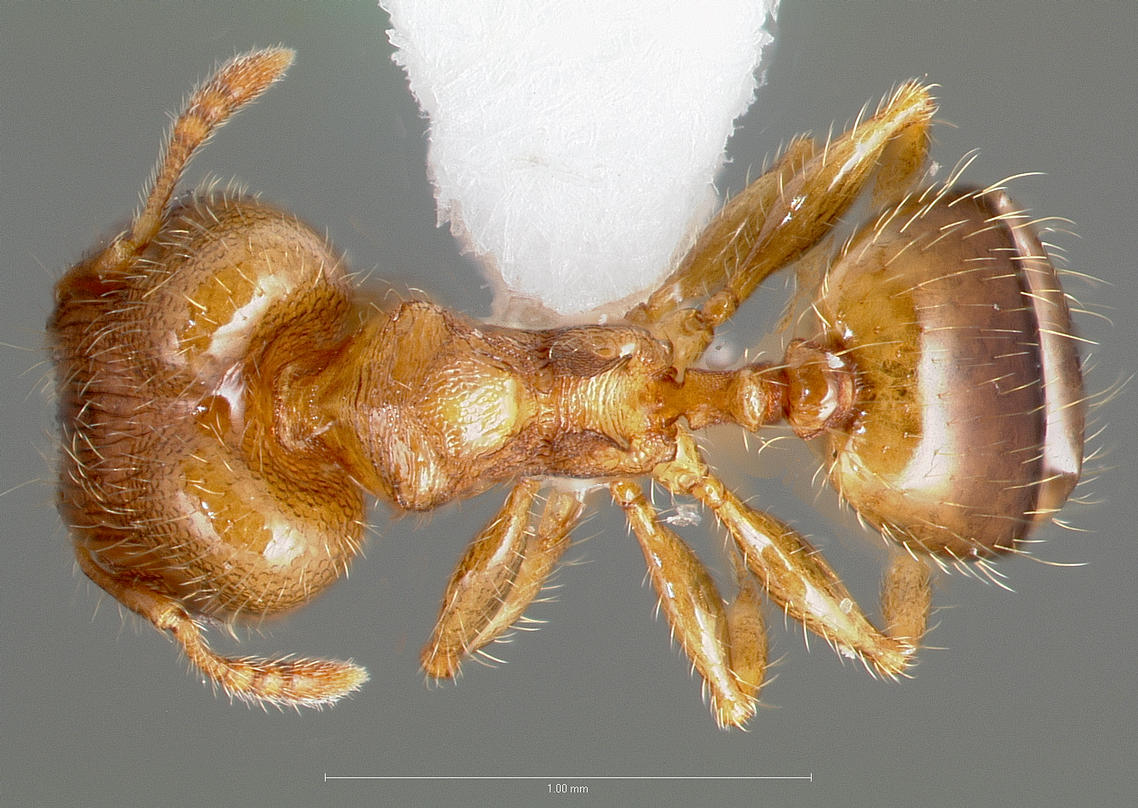
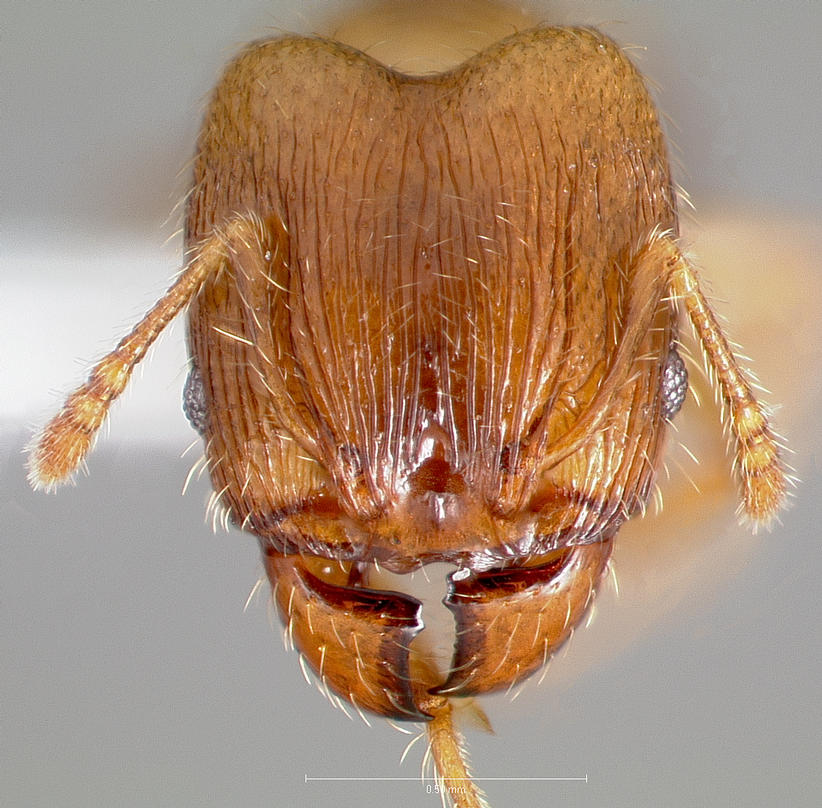
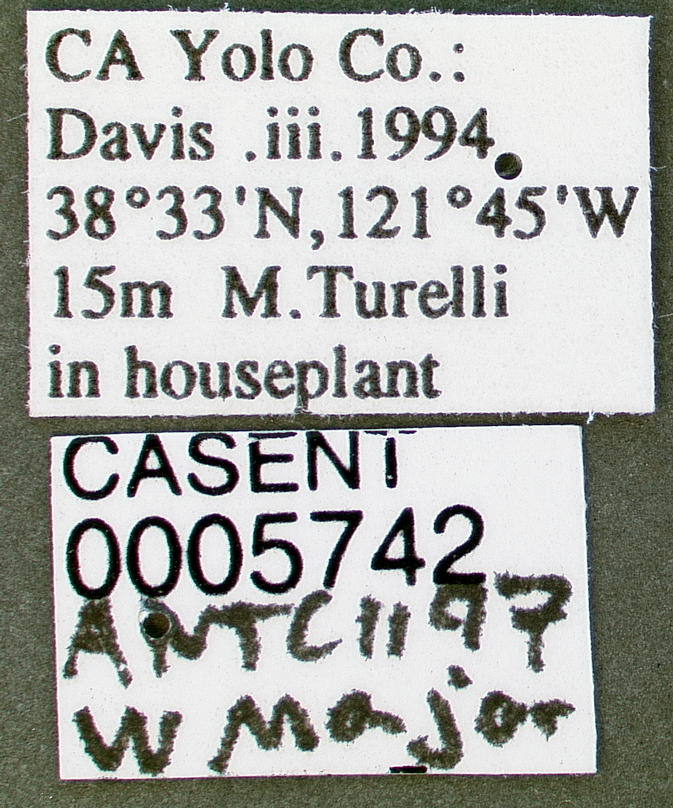
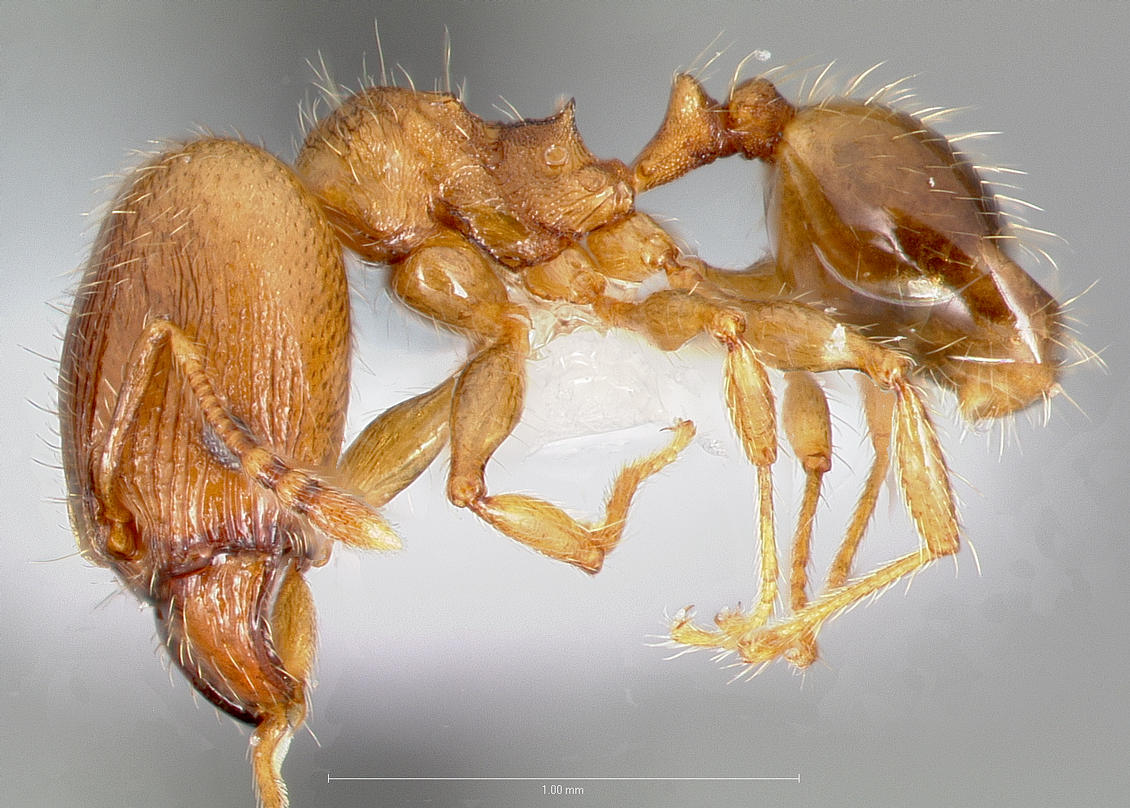
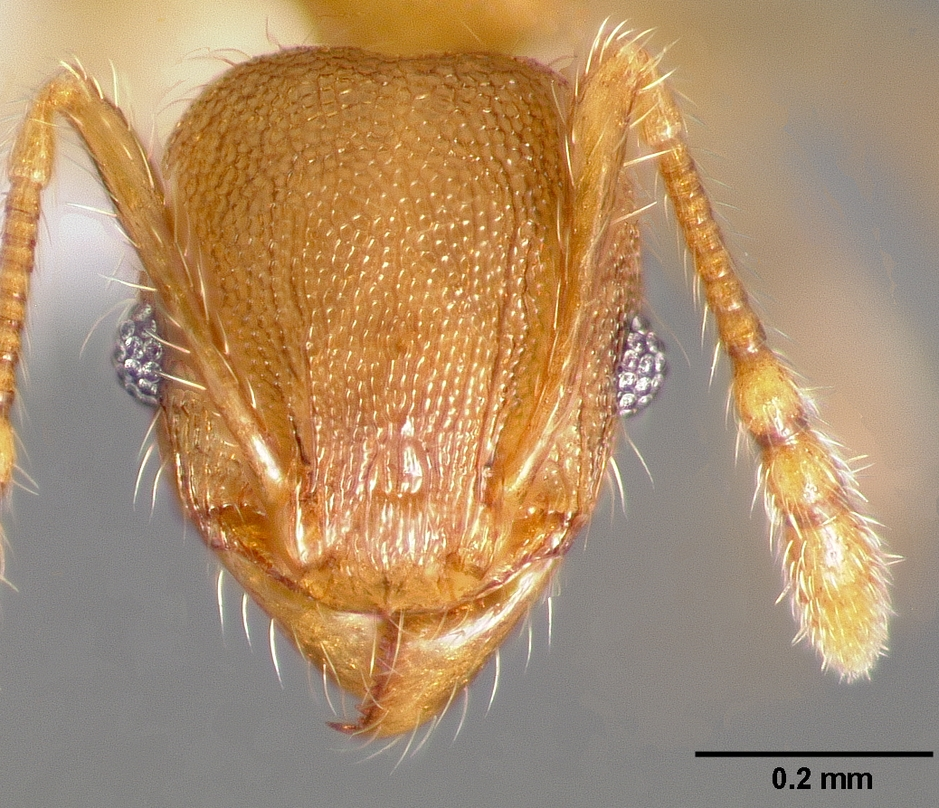
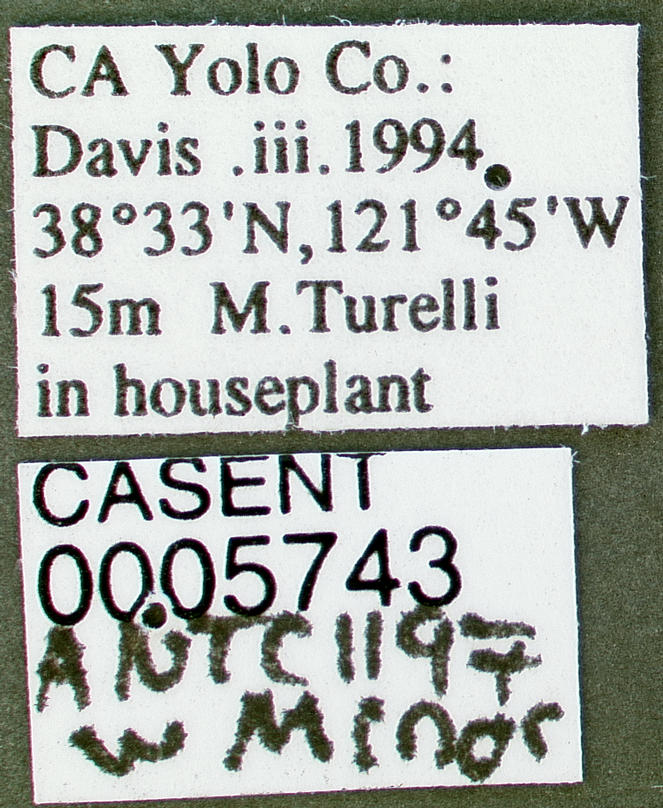